# Templemore
Templemore (An Teampall Mór em irlandês) é uma cidade da Irlanda e é situada no condado de Tipperary Norte. Possui 2.255 habitantes (censo de 2006).